# Rio Grande Gorge

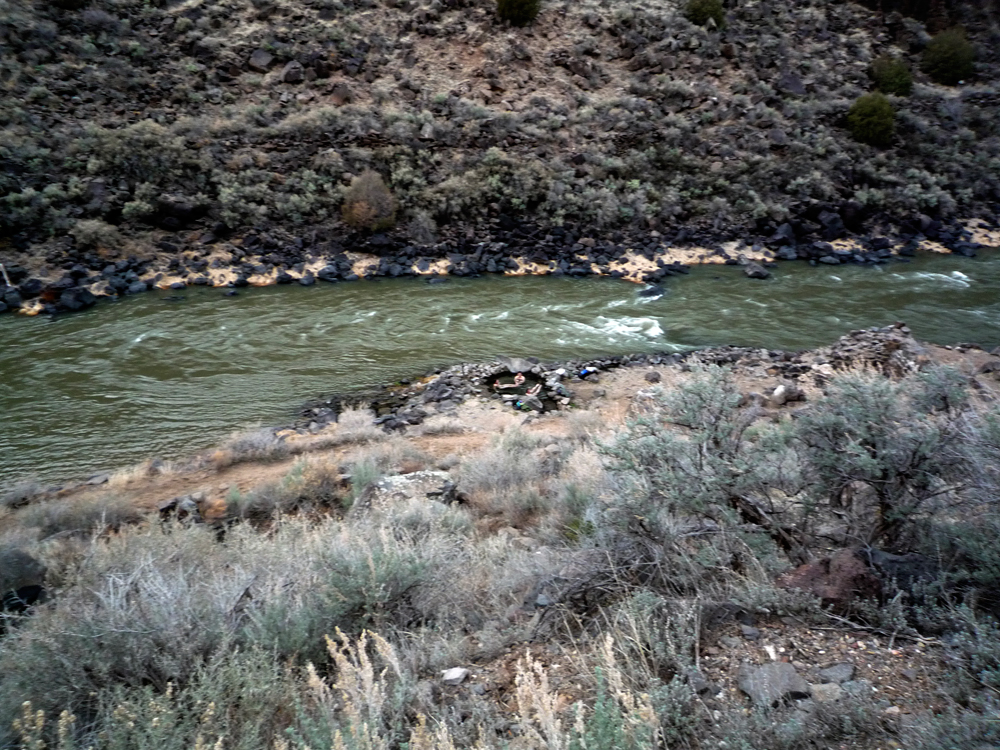
Manby Hot Springs

Die Rio Grande Gorge ist eine durch den Rio Grande in den Basalt des Taos-Plateaus geschnittene 125 km lange und bis zu 300 Meter tiefe Schlucht ca. 15 km nordwestlich von Taos in New Mexico. Bekannt ist die Schlucht insbesondere durch heiße Quellen (Manby Hot Springs, Blackrock Hot Spring) an ihrem Grund sowie durch zahlreiche Petroglyphen. Über die Rio Grande Gorge spannt sich die Rio Grande Gorge Bridge.
Die Schlucht wurde 1968 als Río Grande Wild and Scenic River ausgewiesen und 2013 ein Teil des damals ausgewiesenen Rio Grande del Norte National Monument.
An den Abhängen der Schlucht wachsen Populationen von Echinocereus triglochidiatus HK 1296, die als winterharte Kakteen in Deutschland zahlreiche Liebhaber gefunden haben.